# Live (X Cert)
Pour les articles homonymes, voir Liste des albums intitulés Live et Live.
Albums de The Stranglers
All Live and All of the Night
(1988)
Live (X Cert) est un album du groupe anglais The Stranglers sorti en 1979. C'est le premier album "live" du groupe, et leur quatrième album.

## Liste des titres
1. (Get a) Grip (on Yourself)
2. Dagenham Dave
3. Burning Up Time
4. Dead Ringer
5. Hanging Around
6. I Feel Like a Wog
7. Straighten Out
8. Curfew
9. Do You Wanna?
10. Death and night and blood (Yukio)
11. 5 Minutes
12. Go Buddy Go

Lors de la réédition de 2001 en CD, sept titres bonus ont été ajoutés :
1. Peasant in the Big Shitty
2. In the Shadows
3. Sometimes
4. Mean to Me
5. London Lady
6. Goodbye Toulouse
7. Hanging around (version différente)

Toutes les chansons sont composées et signées par The Stranglers.

## Musiciens
- Hugh Cornwell, chant et guitare
- Jean-Jacques Burnel, basse et chant
- Dave Greenfield, claviers et chœurs
- Jet Black, batterie